# Tu-70
Tu-70 (ros. Ту-70) – radziecki samolot pasażerski opracowany w biurze konstrukcyjnym Tupolewa jako wersja bombowca strategicznego Tu-4. 
Ciśnieniowy kadłub maszyny, gruntownie przeprojektowany w stosunku do wersji bombowej, mieścił do 72 pasażerów. 
Samolot oblatano 27 listopada 1946 roku. Maszyna przeszła pomyślnie próby w locie, lecz nie weszła do produkcji – zamówienia dla wojska miały pierwszeństwo, a Aerofłot nie był przygotowany do obsługi takiej maszyny.